# Monumentul Memorandiștilor din Cluj-Napoca
Monumentul Memorandiștilor din Cluj-Napoca a fost ridicat în anul 1994, la intersecția Pieței Unirii cu Bulevardul Eroilor, cu ocazia comemorării centenarului procesului intentat în mai 1894 memorandiștilor, care au avut puterea de a se ridica contra măsurilor de deznaționalizare a românilor, luate de guvernul austro-ungar. Între 1973-1994 pe acest amplasament s-a aflat statuia Lupa Capitolina, care a fost mutată în alt loc.

## Generalități
Monumentul Memorandiștilor, inaugurat la 9 iunie 1994, are o înălțime de 18,8 metri și este realizat de sculptorul Eugen Paul. Monumentul are inscripționat un citat de al lui Ioan Rațiu și anume:
“Existența/unui popor/nu se discută, /se afirmă! /Ioan Rațiu/Cluj-23 mai 1894”.
Pe partea dinspre Piața Unirii, sunt inscripționate numele persoanelor cărora le este dedicat acest monument.

## Galerie de imagini

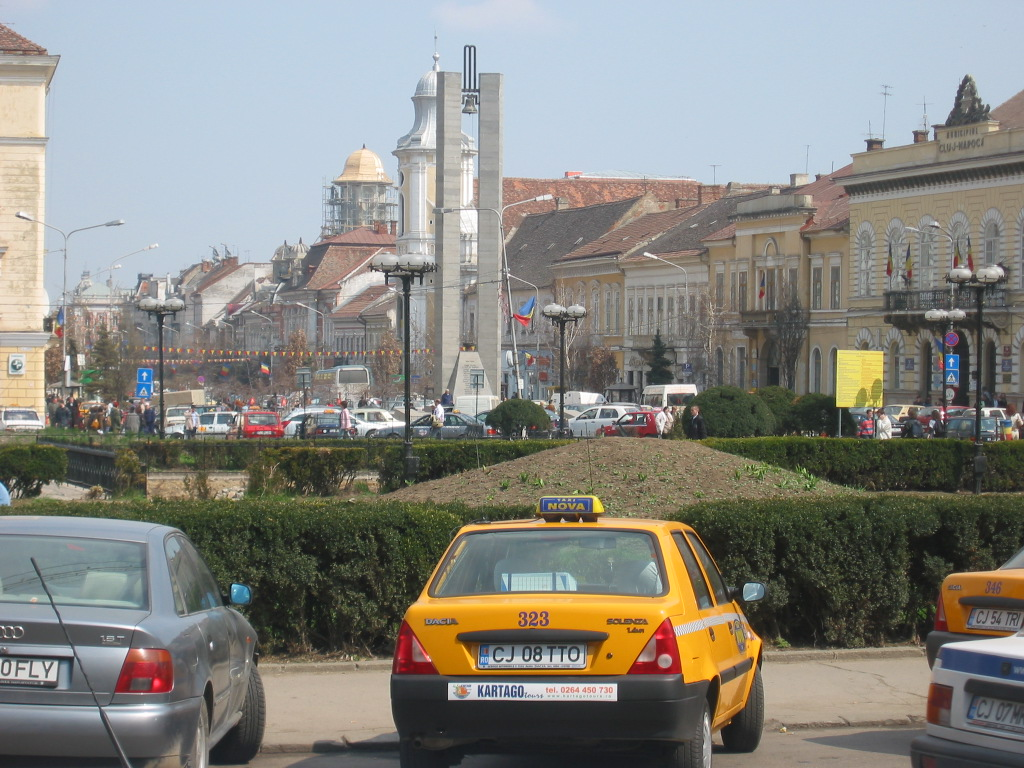
Monumentul Memorandiştilor